# 下山奈緒
下山 奈緒（しもやま なお、1986年9月11日 - ）は、東京都出身の 美術デザイナー。

## 経歴
多摩美術大学環境デザイン学科卒業。
種田陽平、西村貴志に師事。
美術助手として映画『悪人』『永遠の0』、配信ドラマ『舞妓さんちのまかないさん』などのほか、山田洋次監督作品に参加。2024年、Disney+配信ドラマ『フクロウと呼ばれた男』で美術デザイナーデビュー。

## 作品

### 映画
- 国宝（2025年・李相日監督）

### 配信ドラマ
- フクロウと呼ばれた男（2024年・ 森義隆監督、石井裕也監督、松本優作監督）